# Йиркап
Йиркап — охотник в мифологии коми-зырян.

## Роль в мифологии
Однажды он увидел на берегу озера Синдор драку водяного Васы и лешего Ворсы. Васа побеждал Ворсу, так как был в своей стихии. Тогда Йиркап пришёл на помощь лешему, выстрелив в водяного из лука. В благодарность за спасение леший посоветовал найти в лесу «своё дерево» — Ас пу.
С помощью собачьего лая Йиркап отыскал ас пу — собака лаяла на сосну не переставая три года. После удара топором из неё засочилась кровь. Тогда он сделал из неё лыжи.
По другому варианту мифа, сосна призвала Йиркапа, сказав, что она его ас пу и согласна стать тем, кем он захочет. Тогда Йиркап делает из неё лыжи, которые обладали удивительной скоростью: не успевала растопиться печь, как Йиркап возвращался с добычей. Лыжи несли его туда, куда он захочет. Чтобы они притормозили, достаточно было бросить перед ними шапку и рукавицы, остановились совсем — кинуть шапку сверху.
Колдунья сказала Йиркапу, что есть возможность стать самым проворным и быстрым охотником на свете. Для этого ему нужно поймать голубого оленя. На следующее утро мать Йиркапа при выпечке блинов увидела его. Тогда она разбудила Йиркапа. Он бросился за оленем в погоню, которая продолжалась до Урала. Там копыта оленя стали скользить на льду и Йиркап догнал его. Тут голубой олень превратился в девушку, умолявшую Йиркапа не убивать её. Но охотник, желая насладиться удачей, убил её. Он вынул у неё сердце и отправился домой. В своём селе он завернул к колдунье и положил сердце оленя-девушки на её стол.
По другой версии мифа, голубой олень был дочерью колдуньи. Колдунья предсказала ему, что прежде, чем убить голубого оленя, он убьёт тридцать обычных. Когда это было сделано, ему пришлось очень долго искать следы от копыт голубого оленя. С великим трудом он догнал его, и, вопреки предсказанию старухи, он убил тридцать первого.
Свою гибель Йиркап нашёл на озере Синдор, когда оно было покрыто тонким слоем льда.
По поводу причины его гибели в мифологии коми существовало по крайней мере три причины:
- его напоили мутной водой другие охотники от стирки его потных портянок, потому что им не доставалась дичь и животные;

- напоила квасом его собственная мать по совету своего любовника, прежде выстирав его потные портянки в нём;

- напоила вином мачеха Йиркапа по совету колдуньи, предварительно выстирав в вине его грязные портянки[1].

C Йиркапом погибли и его лыжи.
По одной версии, он провалился под лёд той ногой, на которой была обычная лыжа, а вторая продолжала ехать и оторвала от него ногу, в итоге врезавшись в пень, оставшийся от его ас пу.
По второй версии, провалившись обычной лыжей под лёд, он решил срезать завязку и с волшебной, совершив роковую ошибку. Волшебная лыжня сообщила ему об этом, сказав, что спасла бы его, если бы она оставалась пристёгнута к его телу. После его внезапной кончины она понеслась в направлении ас пу и врезалась в сосну, после чего от неё ничего не осталось.

## Находки
В торфянике в Республике Коми была найдена лыжа, нос которой был украшен резной головкой лося. Видимо, эта деталь должна была магическим способом ускорить бег лыж.